# Kivu Lacus
Il Kivu Lacus è una struttura geologica della superficie di Titano.